# Партизани (Болгарія)
Партиза́ни (болг. Партизани) — село у Варненській області Болгарії. Входить до складу общини Дилгопол.

## Населення
За даними перепису населення 2011 року у селі проживали 1084 особи.
Національний склад населення села:
| Національність   | Кількість осіб | Відсоток |
| ---------------- | -------------- | -------- |
| турки            | 834            | 80,2%    |
| болгари          | 203            | 19,5%    |
| не визначились   | 0              | 0%       |
| Всього відповіли | 1040           |          |

Розподіл населення за віком у 2011 році:
Динаміка населення: